# Hypochrysops linos
Hypochrysops linos är en fjärilsart som beskrevs av Hans Fruhstorfer 1908. Hypochrysops linos ingår i släktet Hypochrysops och familjen juvelvingar. Inga underarter finns listade i Catalogue of Life.